# Radicale sociologie
De radicale sociologie is een stroming binnen de sociologie die is begonnen in de jaren zestig van de twintigste eeuw in de Verenigde Staten. De stroming verwierp de mogelijkheid van objectiviteit en waardevrijheid van de sociologie als wetenschap. Voor hen moest de sociologie ten dienste staan van de gemeenschap, en zo werd fundamenteel onderzoek automatisch verworpen.
Samen met deze visie verwierpen zij eveneens het consensusmodel. Voor de radicaal sociologen is er geen sprake van een evenwichtstoestand, aangezien elke gemeenschap bestaat uit groepen met verschillende belangen. Daaruit leiden ze af dat maatschappelijke problemen het gevolg zijn van onderdrukking.
Hun verwerpen van de waardevrijheid, en bijgevolg het streven naar oplossingen voor maatschappelijke problemen, gecombineerd met het verwerpen van het consensusmodel, leidt ertoe dat de radicaal sociologen zich zullen richten tot de kant van de 'onderdrukten'.

## Externe bron
- Omstreden Wetenschap: Goede en slechte Sociologie
- Gezinnen uitgedaagd: thema's uit de gezinssociologie